# Chemin de fer de Bussy à Ercheu
La ligne de Noyon à Ham est une ancienne ligne de chemin de fer secondaire des Chemins de fer départementaux de l'Oise.

## Histoire
La ligne est ouverte en 1897 et fermée en 1955.